# Associazione Calcio Entella 1969-1970
Questa pagina raccoglie le informazioni riguardanti l'Associazione Calcio Entella nelle competizioni ufficiali della stagione  1969-1970.

## Divise
| 1ª divisa | 2ª divisa |

## Rosa
| N. |                   | Ruolo | Calciatore           |
| -- | ----------------- | ----- | -------------------- |
|    | Italia (bandiera) | A     | Amedeo Balestrieri   |
|    | Italia (bandiera) | D     | Mario Delle Piane    |
|    | Italia (bandiera) | C     | Natalino Delle Piane |
|    | Italia (bandiera) |       | Ferrari              |
|    | Italia (bandiera) | C     | Elvio Fontana        |
|    | Italia (bandiera) | A     | Mauro Fraciosis      |
|    | Italia (bandiera) | D     | Gian Luigi Gavino    |
|    | Italia (bandiera) | D     | Alessandro Giordan   |
|    | Italia (bandiera) | C     | Orazio Gittone       |
|    | Italia (bandiera) |       | Jacuzzi              |
|    | Italia (bandiera) | A     | Roberto Lazzari      |

| N. |                   | Ruolo | Calciatore      |
| -- | ----------------- | ----- | --------------- |
|    | Italia (bandiera) | A     | Massimo Lupi    |
|    | Italia (bandiera) | A     | Ezio Maccan     |
|    | Italia (bandiera) | P     | Giorgio Maestri |
|    | Italia (bandiera) | C     | Antonino Milone |
|    | Italia (bandiera) | A     | Dino Montagner  |
|    | Italia (bandiera) | D     | Ermes Nadalin   |
|    | Italia (bandiera) | C     | Mario Pacciani  |
|    | Italia (bandiera) | C     | Renzo Rossi     |
|    | Italia (bandiera) | D     | Roberto Roveta  |
|    | Italia (bandiera) | C     | Roberto Tassara |
|    | Italia (bandiera) |       | Tavecchio       |